# Сатурн (бог)
Сатурн је био отац врховног бога Римљана, а Грци су га звали Хрон. Био је син Тере и Целуса, муж богиње Опе која је била и његова сестра. Синови су му Јупитер, Нептун и Плутон, а кћерке Јунона, Веста и Церера.
Био је, између осталог бог времена, обиља и богатства. Његова владавина је приказана као златно доба обиља и мира, што су описали Хесиод и Овидије.
Сатурн се посебно славио током шестодневног празника Сатурналија сваког децембра. Празник је прослављан приношењем жртава у Сатурновом храму на римском форуму и јавним гозбама, које су пратиле размене поклона, сталне забаве и карневалска атмосфера која је игнорисала римске друштвене норме: коцкање је било дозвољено, а господари су служили своје робове.
104. године п. н. е. плебејски трибун Луције издао је кованицу денар на којој се приказује Сатурн како вози кочију са четири коња, возило које се повезује са владарима, генералима и боговима сунца.
Планета Сатурн и субота, дан у недељи су названи по њему.
Јупитер је према изворима свргнуо свог оца и прогласио се за краља.